# ミセナイナミダハ、きっといつか
「ミセナイナミダハ、きっといつか」は、GReeeeNの15枚目のシングル。2012年2月29日にNAYUTAWAVE RECORDSから発売された。

## 概要
初回限定盤には、表題曲のMUSIC CLIPを収録したDVD（アニメーション）と絵本が同梱されている。
アニメーションのストーリーは菊池久志、映像は橋本三郎が主に手がけている。

## 収録内容
| 全作詞・作曲: GReeeeN、全編曲: JIN。 |                                                                                    |         |            |      |
| #                                    | タイトル                                                                           | 作詞    | 作曲・編曲 | 時間 |
| 1.                                   | 「ミセナイナミダハ、きっといつか」(フジテレビ系ドラマ『ストロベリーナイト』主題歌) | GReeeeN | GReeeeN    | 4:07 |
| 2.                                   | 「春を待ちわびて」                                                                 | GReeeeN | GReeeeN    | 4:12 |
| 合計時間:                            | 合計時間:                                                                          | 8:19    |            |      |

| アニメーション・ストーリー: 菊池久志、映像: 橋本三郎。 |                                                           |      |            |
| #                                                      | タイトル                                                  | 作詞 | 作曲・編曲 |
| 1.                                                     | 「ミセナイナミダハ、きっといつか (ミュージック・ビデオ)」 |      |            |

## 収録アルバム
1. ミセナイナミダハ、きっといつか
  - 4thスタジオ・アルバム『歌うたいが歌うたいに来て 歌うたえと言うが 歌うたいが歌うたうだけうたい切れば 歌うたうけれども 歌うたいだけ 歌うたい切れないから 歌うたわぬ!?』
  - 2ndベスト・アルバム『C、Dですと!?』
  - 3rdベスト・アルバム『ALL SINGLeeeeS 〜& New Beginning〜』
2. 春を待ちわびて
  - 2ndベスト・アルバム『C、Dですと!?』

## その他
- 福岡ソフトバンクホークスの松田宣浩選手が、2012年に自身の登場曲として表題曲を使用した。